# Élections législatives de 1981 en Haute-Savoie
Les élections législatives françaises de 1981 en Haute-Savoie se déroulent les 14 et 21 juin 1981.

## Élus
| Circonscription | Député sortant | Parti | Parti     | Député élu ou réélu | Parti | Parti     |
| --------------- | -------------- | ----- | --------- | ------------------- | ----- | --------- |
| 1re             | Jean Brocard   |       | UDF (PR)  | Jean Brocard        |       | UDF (PR)  |
| 2e              | Georges Pianta |       | UDF (PR)  | Yves Sautier        |       | UDF (PR)  |
| 3e              | Claude Birraux |       | UDF (CDS) | Claude Birraux      |       | UDF (CDS) |

## Positionnement des partis
La majorité sortante UDF-RPR se présente sous le sigle « Union pour la nouvelle majorité », le Parti socialiste unifié sous l'étiquette « Alternative 81 ».

## Résultats

### Résultats à l'échelle du département
| Parti          | Parti                              | Premier tour | Premier tour | Second tour | Second tour | Sièges |
| Parti          | Parti                              | Voix         | %            | Voix        | %           | Sièges |
| -------------- | ---------------------------------- | ------------ | ------------ | ----------- | ----------- | ------ |
|                | Union pour la démocratie française | 90 759       | 47,17        | 66 157      | 55,15       | 3      |
|                | Rassemblement pour la République   | 9 895        | 5,14         | Retrait     | Retrait     | 0      |
|                | Divers droite                      | 5 522        | 2,87         |             |             | 0      |
|                | Union pour la nouvelle majorité    | 106 176      | 55,18        | 66 157      | 55,15       | 3      |
|                |                                    |              |              |             |             |        |
|                | Parti socialiste                   | 64 813       | 33,68        | 53 794      | 44,85       | 0      |
|                | Parti communiste français          | 17 108       | 8,89         |             |             | 0      |
|                | Mouvement des radicaux de gauche   | 1 003        | 0,52         | 0           |             |        |
|                | Majorité présidentielle            | 82 924       | 43,10        | 53 794      | 44,85       | 0      |
|                |                                    |              |              |             |             |        |
|                | Parti socialiste unifié            | 3 301        | 1,71         |             |             | 0      |
|                |                                    |              |              |             |             |        |
| Inscrits       | Inscrits                           | 302 236      | 100,00       | 171 686     | 100,00      | 3      |
| Abstentions    | Abstentions                        | 107 263      | 35,49        | 50 027      | 29,14       |        |
| Votants        | Votants                            | 194 973      | 64,51        | 121 659     | 70,86       |        |
| Blancs et nuls | Blancs et nuls                     | 2 572        | 1,32         | 1 708       | 1,4         |        |
| Exprimés       | Exprimés                           | 192 401      | 98,68        | 119 951     | 98,6        |        |

### Résultats par circonscription

#### Première circonscription (Annecy)
|                | Jean Brocard sortant réélu | UDF (PR)       | 46 382  | 54,75  |  |  |  |
|                | Gilbert Goy                | PS             | 27 855  | 32,88  |  |  |  |
|                | Jean Moget                 | PCF            | 7 176   | 8,47   |  |  |  |
|                | Gérard Fumex               | PSU            | 3 301   | 3,90   |  |  |  |
|                |                            |                |         |        |  |  |  |
| Inscrits       | Inscrits                   | Inscrits       | 130 542 | 100,00 |  |  |  |
| Abstentions    | Abstentions                | Abstentions    | 44 746  | 34,28  |  |  |  |
| Votants        | Votants                    | Votants        | 85 796  | 65,72  |  |  |  |
| Blancs et nuls | Blancs et nuls             | Blancs et nuls | 1 082   | 1,26   |  |  |  |
| Exprimés       | Exprimés                   | Exprimés       | 84 714  | 98,74  |  |  |  |

#### Deuxième circonscription (Thonon-les-Bains)
| Candidat       | Candidat                 | Parti          | Premier tour | Premier tour | Second tour | Second tour |  |
| Candidat       | Candidat                 | Parti          | Voix         | %            | Voix        | %           |  |
| -------------- | ------------------------ | -------------- | ------------ | ------------ | ----------- | ----------- |  |
|                | Michel Frossard          | PS             | 15 679       | 35,76        | 22 829      | 46,72       |  |
|                | Yves Sautier élu         | UDF (PR)       | 13 285       | 30,30        | 26 030      | 53,28       |  |
|                | Gérard Rousselot-Pailley | RPR (UNM)      | 9 895        | 22,57        | Retrait     | Retrait     |  |
|                | Bernard Néplaz           | PCF            | 3 982        | 9,08         |             |             |  |
|                | Jérôme Bouvier           | MRG            | 1 003        | 2,29         |             |             |  |
|                |                          |                |              |              |             |             |  |
| Inscrits       | Inscrits                 | Inscrits       | 67 533       | 100,00       | 67 530      | 100,00      |  |
| Abstentions    | Abstentions              | Abstentions    | 22 962       | 34           | 17 782      | 26,33       |  |
| Votants        | Votants                  | Votants        | 44 571       | 66           | 49 748      | 73,67       |  |
| Blancs et nuls | Blancs et nuls           | Blancs et nuls | 727          | 1,63         | 889         | 1,79        |  |
| Exprimés       | Exprimés                 | Exprimés       | 43 844       | 98,37        | 48 859      | 98,21       |  |

#### Troisième circonscription (Bonneville)
| Candidat       | Candidat                     | Parti          | Premier tour | Premier tour | Second tour | Second tour |  |
| Candidat       | Candidat                     | Parti          | Voix         | %            | Voix        | %           |  |
| -------------- | ---------------------------- | -------------- | ------------ | ------------ | ----------- | ----------- |  |
|                | Claude Birraux sortant réélu | UDF (CDS)      | 31 092       | 48,70        | 40 127      | 56,44       |  |
|                | Gabriel Grandjacques         | PS             | 21 279       | 33,33        | 30 965      | 43,56       |  |
|                | Jean-Pierre Wolf             | PCF            | 5 950        | 9,32         |             |             |  |
|                | Pierre Mazeaud               | Divers droite  | 5 522        | 8,65         |             |             |  |
|                |                              |                |              |              |             |             |  |
| Inscrits       | Inscrits                     | Inscrits       | 104 161      | 100,00       | 104 156     | 100,00      |  |
| Abstentions    | Abstentions                  | Abstentions    | 39 555       | 37,97        | 32 245      | 30,96       |  |
| Votants        | Votants                      | Votants        | 64 606       | 62,03        | 71 911      | 69,04       |  |
| Blancs et nuls | Blancs et nuls               | Blancs et nuls | 763          | 1,18         | 819         | 1,14        |  |
| Exprimés       | Exprimés                     | Exprimés       | 63 843       | 98,82        | 71 092      | 98,86       |  |